# Charles Taintenier
Charles Taintenier, né à Mons le 27 août 1770 et mort à Bruxelles le 10 août 1839, est un homme politique belge.

## Fonctions et mandats
- Membre de la Chambre des représentants de Belgique : 1912-1919

## Sources
- P. VERHAEGEN, Charles Taintenier, in: Biographie nationale de Belgique, T. XXIV, Brussel, 1929.
- Jean-Luc DE PAEPE, Le Parlement belge, 1831-1894, Brussel, 1996

- Notice dans un dictionnaire ou une encyclopédie généraliste :   - Biografisch Portaal van Nederland
- Mr. Ch.Ph.B. Taintenier